# علی احساسی
علی احساسی (زاده ۱۳۴۹، ژنو)، سیاستمدار کانادایی ایرانی تبار و وکیل تجارت بین‌الملل و مشاور سابق وزارت خارجه کانادا است که از مارس ۲۰۲۵ تا می ۲۰۲۵ به‌ عنوان وزیر تحول دولت، ‌خدمات عمومی‌ و‌ تأمین منابع خدمت می‌کرد. او از حزب لیبرال و نماینده مجلس عوام کانادا از حوزه ویلودل در تورنتو در ایالت انتاریو در کانادا است که در انتخابات فدرال سال ۲۰۱۵ به نمایندگی انتخاب شد. او در سه انتخابات بعدی ۲۰۱۹، ۲۰۲۱ و ۲۰۲۵ هم در حوزه انتخابیه خود پیروز شد.

## زندگی
وی از نوادگان دختری عبدالحسین تیمورتاش نردینی، دولتمرد دوران قاجار و پهلوی است. پدرش دیپلمات وزارت خارجه بود و علی در حین مأموریت او در سوئیس به دنیا آمد. در ۳ سالگی در پی مأموریت پدر عازم نیویورک شدند و تا کلاس دوم در دبستان سازمان ملل تحصیل کرد.
خانواده احساسی شش سال پیش از انقلاب ۱۳۵۷ به ایران بازگشتند و پس از انقلاب، پدرش از وزارت خارجه کناره گرفت.
در ۱۴ سالگی به فرانسه رفت و سپس همراه خانواده به آمریکا مهاجرت کرد. پس از دو سال اقامت در واشینگتن و نیویورک برای اقامت دائم به تورنتو نقل مکان کردند.
پس از اتمام دبیرستان، برای تحصیل در رشته علوم سیاسی و تاریخ وارد دانشگاه تورنتو شد و در سال ۱۹۹۵ موفق به اخذ مدرک لیسانس شد. سپس برای ادامه تحصیل به انگلستان رفت و در مدرسه اقتصاد لندن در مدت یک سال، موفق به دریافت فوق لیسانس اقتصاد شد و به کانادا بازگشت.
وارد دانشکده حقوق دانشگاه یورک شد و ۳ سال به تحصیل ادامه داد. در طول تحصیل همواره در فعالیت‌های اجتماعی و سیاسی مشارکت فعال داشت.
احساسی پس از فارغ‌التحصیلی در دفترهای مختلف حقوقی مشغول به کار شد و در دانشگاه‌های مختلف تدریس کرد. او همچنین سخنرانی‌های آموزشی مختلفی ارائه داده است.
مدتی به عنوان مشاور ارشد با وزارت توسعه اقتصادی و تجارت انتاریو همکاری کرد و در فاصله سالهای ۲۰۰۵ تا ۲۰۰۷ نیز مشاور ارشد وزارت امور خارجه کانادا در زمینه تجارت و حکمیت بین‌المللی بوده است.
علی احساسی در سال ۱۹۹۰ به حزب لیبرال کانادا پیوست.
همسر علی احساسی نیز تحصیل‌کردهٔ رشتهٔ حقوق و وکیل دادگستری است. این زوج در یک مدرسه درس خوانده و از طریق دوستان مشترک باهم آشنا شدند.

## عضویت پارلمان
در سال ۲۰۱۵ به عنوان نماینده لیبرال از حوزه ویلودل انتخاب شد. احساسی هم در حوزه خود و هم در اتاوا فعال بوده است و عضو کمیته دائمی عدالت و حقوق بشر است.
او همچنین رئیس گروه پارلمانی همه احزاب برای جلوگیری از نسل‌کشی و سایر جنایات علیه بشریت، رئیس مشترک گروه ۴۱۶، عضو کمیته دائمی شهروندی و مهاجرت، و عضو کمیته مشترک دائمی ناظر بر مقررات است.
احساسی، به علاوه، عضو چندین انجمن پارلمانی و گروه‌های میان‌پارلمانی مانند انجمن پارلمانی کانادا-آفریقا، انجمن قانونگذاری کانادا-چین، گروه میان‌پارلمانی کانادا-اسرائیل، انجمن میان‌پارلمانی کانادا-بریتانیا، گروه بین‌پارلمانی کانادا-ایالات متحده آمریکا، گروه کانادایی اتحادیه میان‌پارلمانی، انجمن پارلمانی ناتو کانادا و بخش کانادایی است.

## کمک به زلزله‌زدگان بم
بسیاری علی احساسی را، به دلیل فعالیت‌هایش در جریان جمع‌آوری کمک به زلزله‌زدگان بم می‌شناسند.

## نظرات در مورد مسائل ایران
احساسی از مواضع حزب لیبرال کانادا و جاستین ترودو در قبال برجام پیرو بیانیه ۱۵ ژوئیه ۲۰۱۵ حمایت کرد.
این بیانیه شامل نکات ذیل است:
1. کانادا از مذاکرات هسته‌ای ایران استقبال می‌کند.
2. همانگونه که اوباما گفته، این توافق بر مبنای اعتماد نیست؛ بلکه بر مبنای بررسی دائم است.
3. ایران باید به‌طور عملی به تعهدات خود پایبند باشد.
4. ما معتقدیم که حکومت ایران همواره معرف مردم ایران نیست.
5. لیبرال‌ها معتقدند که حکومت ایران باید به دلیل حمایت از گروه‌های تروریستی، زیر پا گذاشتن حقوق بشر، دشمنی با اسرائیل، و برنامه اتمی خود حساب پس بدهد.[۵]

احساسی اظهار داشته که حکومت ایران باید در قبال پیشینه افتضاح حقوق بشری خود پاسخگو باشد و از حمایت از تروریسم بین‌المللی خودداری کند.